# 波镇
波镇（法語：Paulx，法語發音：[po] ⓘ）是法国大西洋卢瓦尔省的一个市镇，属于南特区。

## 地名
该地名“Paulx”发音为[po]，字母“lx”不发音，《世界地名翻译大辞典》与《世界地名译名词典》将其误译作“波勒”。

## 地理
波镇（46°57'46"N, 1°45'17"W）面积35.92 平方千米，位于法国卢瓦尔河地区大区大西洋卢瓦尔省，该省份为法国西北部沿海省份，位于布列塔尼半岛东南部，北起伊勒-维莱讷省，西北接莫尔比昂省，西临大西洋，南至旺代省，东临曼恩-卢瓦尔省。
与波镇接壤的市镇（或旧市镇、城区）包括：马什库勒-圣梅姆、拉马恩、圣艾蒂安-德梅尔莫特、布瓦德瑟内、拉加尔纳什。
波镇的时区为UTC+01:00、UTC+02:00（夏令时）。

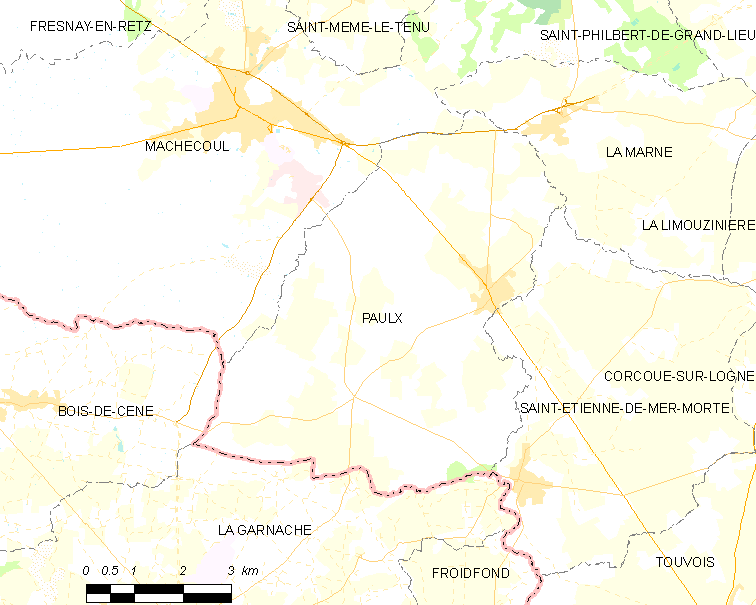
波镇的OSM定位图

## 行政
波镇的邮政编码为44270，INSEE市镇编码为44119。

## 政治
波镇所属的省级选区为马什库勒-圣梅姆县。

## 人口

1962-2008年间波镇人口变化图示

波镇于2022年1月1日时的人口数量为2042人。